# Молодіжна збірна Румунії з футболу
Молодіжна збірна Румунії з футболу (рум. Echipa naţională de fotbal a României Under-21) — національна футбольна збірна Румунії гравців віком до 21 року (U-21), яка підпорядкована Румунській футбольній федерації.

## Збірна до 23 років (1972—1976)
Молодіжна збірна Румунії у віці 23 років не пройшла кваліфікацію на молодіжні чемпіонати Європи 1972, 1974 та 1976.

## Виступи на чемпіонатах Європи (U-21)
| Фінальний раунд | Фінальний раунд         | Фінальний раунд         | Фінальний раунд         | Фінальний раунд         | Фінальний раунд         | Фінальний раунд         | Фінальний раунд         |                             | Кваліфікаційний раунд       | Кваліфікаційний раунд       | Кваліфікаційний раунд       | Кваліфікаційний раунд       | Кваліфікаційний раунд       | Кваліфікаційний раунд | Кваліфікаційний раунд |
| Рік             | Раунд                   | І                       | В                       | Н                       | П                       | МЗ                      | МП                      | І                           | В                           | Н                           | П                           | МЗ                          | МП                          |                       |                       |
| --------------- | ----------------------- | ----------------------- | ----------------------- | ----------------------- | ----------------------- | ----------------------- | ----------------------- | --------------------------- | --------------------------- | --------------------------- | --------------------------- | --------------------------- | --------------------------- | --------------------- | --------------------- |
| 1978            | Не пройшла кваліфікацію | Не пройшла кваліфікацію | Не пройшла кваліфікацію | Не пройшла кваліфікацію | Не пройшла кваліфікацію | Не пройшла кваліфікацію | Не пройшла кваліфікацію | 4                           | 1                           | 0                           | 3                           | 5                           | 8                           |                       |                       |
| 1980            | Не пройшла кваліфікацію | Не пройшла кваліфікацію | Не пройшла кваліфікацію | Не пройшла кваліфікацію | Не пройшла кваліфікацію | Не пройшла кваліфікацію | Не пройшла кваліфікацію | 4                           | 2                           | 0                           | 2                           | 7                           | 3                           |                       |                       |
| 1982            | Не пройшла кваліфікацію | Не пройшла кваліфікацію | Не пройшла кваліфікацію | Не пройшла кваліфікацію | Не пройшла кваліфікацію | Не пройшла кваліфікацію | Не пройшла кваліфікацію | 6                           | 2                           | 1                           | 3                           | 9                           | 12                          |                       |                       |
| 1984            | Не пройшла кваліфікацію | Не пройшла кваліфікацію | Не пройшла кваліфікацію | Не пройшла кваліфікацію | Не пройшла кваліфікацію | Не пройшла кваліфікацію | Не пройшла кваліфікацію | 6                           | 2                           | 1                           | 3                           | 8                           | 12                          |                       |                       |
| 1986            | Не пройшла кваліфікацію | Не пройшла кваліфікацію | Не пройшла кваліфікацію | Не пройшла кваліфікацію | Не пройшла кваліфікацію | Не пройшла кваліфікацію | Не пройшла кваліфікацію | 6                           | 1                           | 4                           | 1                           | 5                           | 7                           |                       |                       |
| 1988            | Не пройшла кваліфікацію | Не пройшла кваліфікацію | Не пройшла кваліфікацію | Не пройшла кваліфікацію | Не пройшла кваліфікацію | Не пройшла кваліфікацію | Не пройшла кваліфікацію | 6                           | 3                           | 0                           | 3                           | 7                           | 7                           |                       |                       |
| 1990            | Не пройшла кваліфікацію | Не пройшла кваліфікацію | Не пройшла кваліфікацію | Не пройшла кваліфікацію | Не пройшла кваліфікацію | Не пройшла кваліфікацію | Не пройшла кваліфікацію | 6                           | 3                           | 0                           | 3                           | 8                           | 7                           |                       |                       |
| 1992            | Не пройшла кваліфікацію | Не пройшла кваліфікацію | Не пройшла кваліфікацію | Не пройшла кваліфікацію | Не пройшла кваліфікацію | Не пройшла кваліфікацію | Не пройшла кваліфікацію | 6                           | 2                           | 0                           | 4                           | 5                           | 9                           |                       |                       |
| 1994            | Не пройшла кваліфікацію | Не пройшла кваліфікацію | Не пройшла кваліфікацію | Не пройшла кваліфікацію | Не пройшла кваліфікацію | Не пройшла кваліфікацію | Не пройшла кваліфікацію | 8                           | 5                           | 0                           | 3                           | 13                          | 10                          |                       |                       |
| 1996            | Не пройшла кваліфікацію | Не пройшла кваліфікацію | Не пройшла кваліфікацію | Не пройшла кваліфікацію | Не пройшла кваліфікацію | Не пройшла кваліфікацію | Не пройшла кваліфікацію | 10                          | 4                           | 4                           | 2                           | 17                          | 10                          |                       |                       |
| 1998            | 8-е місце               | 3                       | 0                       | 0                       | 3                       | 2                       | 5                       | 8                           | 8                           | 0                           | 0                           | 18                          | 4                           |                       |                       |
| 2000            | Не пройшла кваліфікацію | Не пройшла кваліфікацію | Не пройшла кваліфікацію | Не пройшла кваліфікацію | Не пройшла кваліфікацію | Не пройшла кваліфікацію | Не пройшла кваліфікацію | 8                           | 3                           | 3                           | 2                           | 10                          | 8                           |                       |                       |
| 2002            | Не пройшла кваліфікацію | Не пройшла кваліфікацію | Не пройшла кваліфікацію | Не пройшла кваліфікацію | Не пройшла кваліфікацію | Не пройшла кваліфікацію | Не пройшла кваліфікацію | 8                           | 5                           | 1                           | 2                           | 13                          | 5                           |                       |                       |
| 2004            | Не пройшла кваліфікацію | Не пройшла кваліфікацію | Не пройшла кваліфікацію | Не пройшла кваліфікацію | Не пройшла кваліфікацію | Не пройшла кваліфікацію | Не пройшла кваліфікацію | 8                           | 2                           | 1                           | 5                           | 6                           | 7                           |                       |                       |
| 2006            | Не пройшла кваліфікацію | Не пройшла кваліфікацію | Не пройшла кваліфікацію | Не пройшла кваліфікацію | Не пройшла кваліфікацію | Не пройшла кваліфікацію | Не пройшла кваліфікацію | 10                          | 6                           | 1                           | 3                           | 17                          | 8                           |                       |                       |
| 2007            | Не пройшла кваліфікацію | Не пройшла кваліфікацію | Не пройшла кваліфікацію | Не пройшла кваліфікацію | Не пройшла кваліфікацію | Не пройшла кваліфікацію | Не пройшла кваліфікацію | 2                           | 1                           | 0                           | 1                           | 4                           | 5                           |                       |                       |
| 2009            | Не пройшла кваліфікацію | Не пройшла кваліфікацію | Не пройшла кваліфікацію | Не пройшла кваліфікацію | Не пройшла кваліфікацію | Не пройшла кваліфікацію | Не пройшла кваліфікацію | 8                           | 4                           | 3                           | 1                           | 11                          | 3                           |                       |                       |
| 2011            | Не пройшла кваліфікацію | Не пройшла кваліфікацію | Не пройшла кваліфікацію | Не пройшла кваліфікацію | Не пройшла кваліфікацію | Не пройшла кваліфікацію | Не пройшла кваліфікацію | 10                          | 8                           | 1                           | 1                           | 23                          | 6                           |                       |                       |
| 2013            | Не пройшла кваліфікацію | Не пройшла кваліфікацію | Не пройшла кваліфікацію | Не пройшла кваліфікацію | Не пройшла кваліфікацію | Не пройшла кваліфікацію | Не пройшла кваліфікацію | 8                           | 4                           | 2                           | 2                           | 11                          | 6                           |                       |                       |
| 2015            | Не пройшла кваліфікацію | Не пройшла кваліфікацію | Не пройшла кваліфікацію | Не пройшла кваліфікацію | Не пройшла кваліфікацію | Не пройшла кваліфікацію | Не пройшла кваліфікацію | 8                           | 3                           | 3                           | 2                           | 14                          | 19                          |                       |                       |
| 2017            | Не пройшла кваліфікацію | Не пройшла кваліфікацію | Не пройшла кваліфікацію | Не пройшла кваліфікацію | Не пройшла кваліфікацію | Не пройшла кваліфікацію | Не пройшла кваліфікацію | 10                          | 5                           | 1                           | 4                           | 15                          | 14                          |                       |                       |
| 2019            | Півфінал                | 4                       | 2                       | 1                       | 1                       | 10                      | 7                       | 10                          | 7                           | 3                           | 0                           | 19                          | 4                           |                       |                       |
| 2021            | Груповий етап           | 3                       | 1                       | 2                       | 0                       | 3                       | 2                       | 10                          | 6                           | 2                           | 2                           | 22                          | 7                           |                       |                       |
| 2023            | Груповий етап           | 3                       | 0                       | 1                       | 2                       | 0                       | 4                       | Кваліфікувалась як господар | Кваліфікувалась як господар | Кваліфікувалась як господар | Кваліфікувалась як господар | Кваліфікувалась як господар | Кваліфікувалась як господар |                       |                       |
| 2025            | Груповий етап           | 3                       | 0                       | 0                       | 3                       | 2                       | 5                       | 10                          | 7                           | 1                           | 2                           | 23                          | 10                          |                       |                       |
| Разом           | 5/25                    | 16                      | 3                       | 4                       | 9                       | 17                      | 23                      |                             | 170                         | 94                          | 32                          | 54                          | 291                         | 191                   |                       |

## Олімпійські ігри
Збірна Румунії посіла третє місце в групі В на Олімпійських іграх 2020.